# قناة مصر 25
قناة مصر 25 هي أول قناة فضائية تطلقها جماعة الإخوان المسلمين بعد الثورة المصرية في 25 يناير 2011 مقرها في القاهرة، مصر،

## تاريخ
- سبتمبر 2011 : إطلاق القناة، يدير القناة الصحفي المصري حازم غراب، والذي عمل في قناة الجزيرة منذ تأسيسها واستقال منها ليتولى إدارة القناة.
- يوليو 2012 : تولى الإعلامي أحمد أبو هيبة منصب المدير التنفيذي للقناة خلفا للإعلامي حازم غراب وعمل على إنهاء حالة أحادية الطرح فتعاقد مع الإعلامي معتز مطر ليقدم برنامج محطة مصر.
- 3 يوليو 2013 : تم إغلاق القناة وقطع البث عنها من قبل الحكومة المصرية مع عدد من القنوات الإسلامية الأخرى، وذلك عقب الانقلاب العسكري في مصر.[1]
- 14 يوليو 2013 : إعلان عن إنشاء قناة بديلة لقناة مصر 25 التي تم انقطاع البث عنها بعنوان (قناة أحرار 25).[2] ثم توقف بثها.

## تبعية القناة للإخوان المسلمين
- عانت القناة من التصنيف منذ افتتاحها حتى صار العديد يسميها ب«قناة الإخوان» مما أدى إلى تحفز العديد من المشاهدين من معارضي الإخوان ضدها.
- أصدرت القناة بيانا بعد افتتاحها بأيام قليلة تؤكد أنها لا تتبع جماعة الإخوان المسلمين إداريا.
- في يوليو 2012 تولى الإعلامي أحمد أبو هيبة منصب المدير التنفيذي للقناة وعمل على أن إثراء محتوى القناة بجميع وجهات النظر ووعد بالشفافية في إعلان توجه القناة.
- في سبتمبر 2012 عقدت القناة مؤتمرا صحفيا أكدت فيه مجددا أن القناة رغم كون رجال الأعمال المؤسسين لها من الإخوان المسلمين إلا أن القناة لن تتفرغ للدفاع عن الإخوان المسلمين بل ستكون قناة عامة وقال حازم غراب : سننتقد الإخوان المسلمين والمرشد العام ولكن انتقادا مهنيا غير قائم على الشائعات.
- في أولى حلقات برنامج محطة مصر على شاشة مصر 25 أقسم الإعلامي معتز مطر ألا يحيد عن نهجه القديم الذي اعتاده المشاهدون.

## برامج القناة
- تقدم القناة نشرات إخبارية على مدار اليوم منها نشرة متخصصة في أخبار المحافظات المصرية كافة هي «بر مصر» بالإضافة إلى حصاد شامل لأبرز أحداث اليوم عند منتصف الليل ولديها شبكات مراسلين في جميع محافظات مصر تقريبا
- برنامج بعد الصلاة مع المهندس فاضل سليمان أسبوعيا بعد صلاة الجمعة.
- برنامج ألوان الطيف يقدمه الإعلامي شريف منصور ويستضيف فيه ضيوفا من مختلف التيارات السياسية مثل : أحمد ماهر ونادر بكار وعصام سلطان من السبت إلى الأربعاء في الحادية عشر مساء.
- برنامج ست البنات يقدمه كل من أسماء، شيم وشاهيناز.
- برنامج الكورة مع شيتوس مع الكابتن وائل رياض يوم الخميس الثامنة مساء.
- برنامج فن بجد مع الملحن حامد موسى الجمعة الثامنة مساء.
- برنامج الشارع السياسى يقدمه نور الدين عبد الحافظ أيام الأحد والثلاثاء والخميس الساعة الثالثة والنصف عصرا.
- برنامج ملفات سرية يقدمه إسلام عقل - برنامج تحقيقي استقصائي.
- برنامج وتزودوا يقدمه الداعية شريف عبادي
- برنامج المناظرة يقدمه محمد جمال
- برنامج على ميه بيضا يقدمه مصطفى الحسينى أيام السبت والاثنين والأربعاء الساعة الثالثة والنصف عصرا.[3]